# Borys Mikułowski
Borys Mikułowski (ur. 4 marca 1943 w Siemiatyczach) – polski inżynier, profesor nauk technicznych.

## Życiorys
Studiował w Akademii Górniczo-Hutniczej im. Stanisława Staszica, w 1973 r. obronił pracę doktorską, w 1983 r. habilitował się. W 1997 r. uzyskał tytuł profesora nauk technicznych.
Został zatrudniony w Akademii Górniczo-Hutniczej im. Stanisława Staszica w Krakowie, jest członkiem honorowym Komisji Metalurgiczno-Odlewniczej na Oddziale PAN w Krakowie.